# Aulacorthum
Aulacorthum (лат.) — род тлей из подсемейства Aphidinae (Macrosiphini). Встречаются повсеместно. Некоторые виды в результате интродукции вместе с сельскохозяйственными растениями завезены во многие страны мира (например, картофельная тля). Вредители культурных растений.

## Описание
Средние, мелкие и относительно крупные по размеру тли желтовато-зеленоватой окраски (некоторые до коричневого и чёрного), длина от 1 до 4 мм. Полифаги и олигофаги, ассоциированы с двудольными растениями из семейств Compositae, Liliaceae, Ericaceae, Lamiaceae, Dipsacaceae, Lauraceae, Oleaceae, Rosaceae, Rutaceae. Диплоидный хромосомный набор от 2n=10 до 2n=12. Описанные ранее в этом роде виды из Северной Америки ныне переведён в состав рода Ericaphis.

## Систематика
Около 40 видов. Подрод Perillaphis Takahashi, 1965 включает один вид Aulacorthum perillae Takahashi, 1924. Таксон Neomyzus van der Goot, 1915 (Aulacorthum circumflexum  (Buckton, 1876) или Neomyzus circumflexum  (Buckton, 1876)) ранее рассматривался в качестве подрода в составе рода Aulacorthum.
- Aulacorthum aegopodii
- Aulacorthum albimagnoliae Lee, 2006
- Aulacorthum artemisiphaga Lee, Havelka & Lee, 2011
- Aulacorthum asteriphagum Lee, Kim & Lee, 2009
- Aulacorthum asteris Takahashi, 1965
- Aulacorthum cercidiphylli (Matsumura, 1918)
- Aulacorthum cirsicola (Takahashi, 1923) (=Aulacorthum circifoliae)
- Aulacorthum cornaceae
- Aulacorthum corydalicola  Lee, Kim & Lee, 2009
- Aulacorthum cylactis Börner, 1942
- Aulacorthum dasi
- Aulacorthum dorsatum Richards, 1967
- Aulacorthum esakii (Takahashi, 1924)
- Aulacorthum euphorbophagum Zhang, Chen, Zhong & Li, 1999
- Aulacorthum flavum
- Aulacorthum glechomae  Takahashi, 1965
- Aulacorthum ibotum (Essig & Kuwana, 1918)
- Aulacorthum ixeridis  Lee, Havelka & Lee, 2009
- Aulacorthum kerriae
- Aulacorthum knautiae
- Aulacorthum kuwanai
- Aulacorthum langei
- Aulacorthum ligularicola Lee, 2002
- Aulacorthum linderae  Shinji, 1922)
- Aulacorthum majanthemi
- Aulacorthum mediapallidum  Su & Qiao, 2011
- Aulacorthum muradachi
- Aulacorthum myriopteroni (Zhang, 1980)
- Aulacorthum nepetifolii Miyazaki, 1968
- Aulacorthum palustre Hille Ris Lambers, 1947
- Aulacorthum phytolaccae Miyazaki, 1968
- Aulacorthum pterinigrum Richards, 1972
- Aulacorthum rhamni Ghosh, Ghosh & Raychaudhuri, 1971
- Aulacorthum rubifoliae (Shinji, 1922)
- Aulacorthum rufum Hille Ris Lambers, 1947
- Aulacorthum sclerodorsi (Kumar & Burkhardt, 1971)
- Aulacorthum sedens
- Aulacorthum sensoriatum (David, Narayanan & Rajasingh, 1971)
- Aulacorthum smilacis Takahashi, 1965
- Aulacorthum solani (Kaltenbach, 1843)
- Aulacorthum speyeri Börner, 1939
- Aulacorthum spinacaudatum  (Kumar & Burkhardt)
- Aulacorthum syringae (Matsumura)
- Aulacorthum takahashii (Mason)
- Aulacorthum vaccinii Hille Ris Lambers, 1952
- Aulacorthum vandenboschi Hille Ris Lambers
- Aulacorthum watanabei (Miyazaki)
- Другие виды